# ククテニ文化

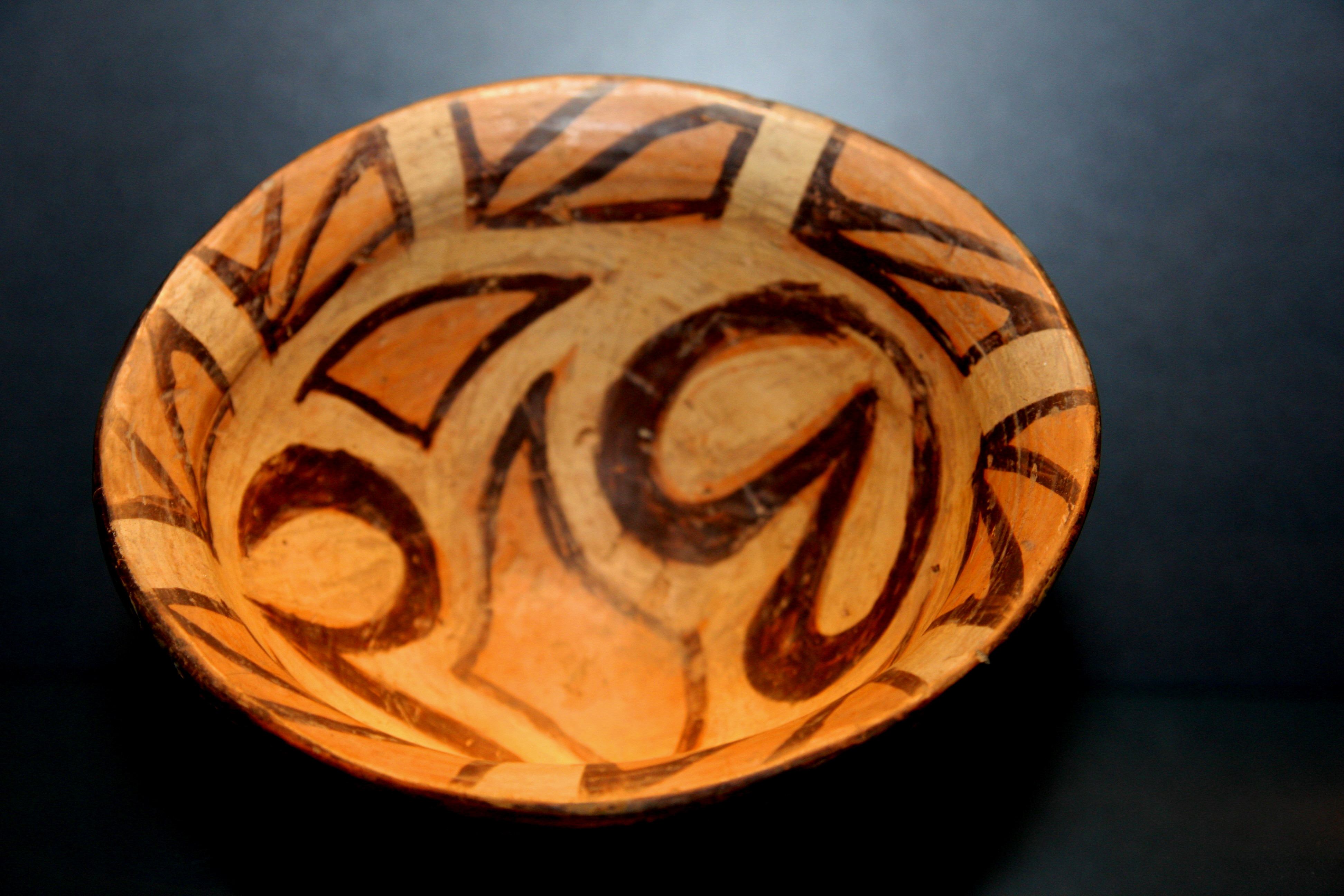
ククテニ文化の彩陶

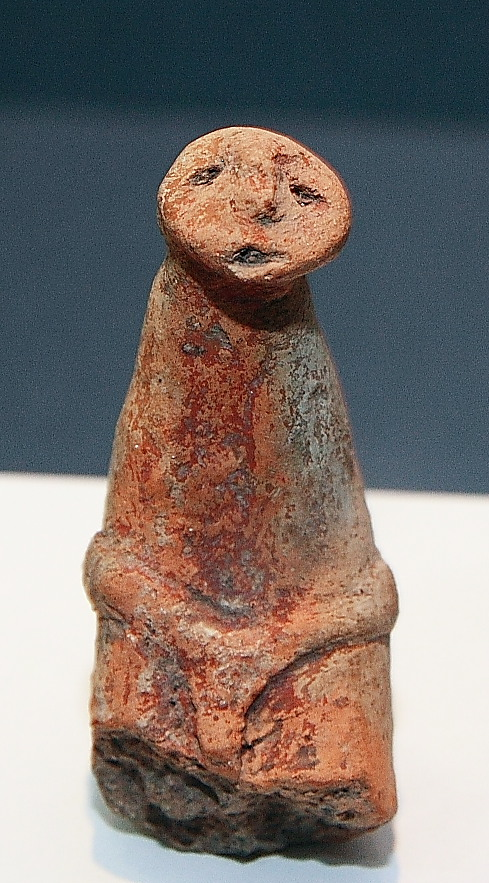
土偶

範囲

ククテニ文化（ククテニぶんか、英語：Cucuteni culture）は、新石器時代後期の東ヨーロッパの考古文化。ククテニはルーマニアの地名で、他にトリポリエ文化（Tripolye culture：ウクライナの地名のロシア語名から）またはククテニ・トリピッリャ文化（Cucuteni-Trypillian culture：同地名のウクライナ語名から）などとも呼ばれる。現在のルーマニア・モルドバ・ウクライナに当たる、カルパティア山脈からドニプロ川付近までの地方で、紀元前5500年～2750年頃に栄えた。19世紀末に発見され、当初はククテニとトリポリエにより別に命名されたが、現在では一連の文化とされている。
特徴的な遺物としては、独特の文様が画かれた彩色土器（彩陶）が知られる。生活様式は、農耕と牧畜を中心とし、狩猟や漁労を交えたと考えられる。階級の分化はほとんど見られないが、比較的大規模な集落が作られ、中には人口が一万人を超えたと思われる都市もあった。家屋は木造で一～二階建。奇妙な特徴として、集落全体が数十年おきに故意に焼かれ作り直された例が多く知られる。この目的は不明であるが、集落の「死と再生」を意味する宗教的儀式ではないかとの考えもある。墓はわずかしか知られないが、集落中央部の宗教的なものと思われる建物に伴って見つかった例もある。
他に特徴的な遺物として土偶が知られる。マリヤ・ギンブタスはこれを豊穣の女神と解釈している。トリポリエ出土の女性形土偶に関して言えば、それは古代東スラヴ民族の地母神信仰の象徴であると考えられる。すなわち豊穣を生み出す（＝女性的な）大地は崇拝対象であった。ククテニ文化（トリポリエ文化）は、「クルガン文化」を担うインド・ヨーロッパ語族民が東方のステップ地帯からやってきて征服する前の「古ヨーロッパ」の代表的文化と考えられている。
ククテニ文化に続き、この地域にはヤムナ文化（竪穴墓文化）や引き続いてカタコンブ文化（横穴墓文化）が広まる。ギンブタスのクルガン仮説では、ヤムナ文化などの「クルガン文化」が原インド・ヨーロッパ語族文化に当たるとされる。いっぽう、ククテニ文化とインド・ヨーロッパ語族との関係は明らかでないが、スレドニ・ストグ文化やヤムナ文化との接触があったことは確かである。